# 스콧 맥닐리
스콧 맥닐리(Scott McNealy, 1954년 11월 13일 ~ )는 미국의 사업가이다. 1982년 비노드 코슬라, 빌 조이, 앤디 벡톨샤임과 함께 썬 마이크로시스템즈를 창업한 것으로 유명하다. 2004년 무료 교육 서비스인 커리키(Curriki)를 설립했으며 2011년 사회 정보 및 시각화 회사인 웨이인(Wayin)을 설립했다.